# Rosario FC (Guatemala)
Rosario Futbol Club es un equipo de fútbol de Quetzaltenango en Guatemala. El 18 de enero del 2019, la Fundación Rosario de Los Altos, informó a la Liga Primera División que Rosario FC no participará en el Torneo Clausura 2019, con lo que el club queda fuera de las ligas profesionales de futbol.

## Historia
A finales de la década de 1950, por iniciativa de un grupo de sastres quetzaltecos se dio vida al equipo Rosario FC, que militaba en la liga mayor de Quetzaltenango.
El equipo fue bautizado con el nombre de Rosario Futbol Club, en honor a la Virgen del Rosario, patrona de Quetzaltenango y por su carácter religioso, se decidió adoptar el uniforme azul y blanco, (pantaloneta azul y camisola blanca con una franja azul horizontal en el pecho) idéntica al que utilizaba la Universidad Católica de Chile.
Conociendo de su capacidad dirigencial, el grupo de sastres decidió encomendar a Julio Pisquiy la presidencia del club, que en 1960 subió a la Liga Mayor para representar a Quetzaltenango junto a Xelajú MC, y Botrán.
Por lo costoso de mantener un equipo en la liga mayor el equipo desapareció, pero en 1997, el conocido dirigente Julio Pacheco junto a otros quetzaltecos decidieron adquirir la ficha en segunda División, que pertenecía al Deportivo Marquense, y que ahora milita en la Liga Mayor.
Decidieron adoptar un nombre tradicional para los chivos, y que el equipo fuera integrado por jugadores netamente quetzaltecos, que en ese entonces militaban en otros equipos de la liga, primera y Segunda División de otras ciudades.
Otro objetivo fue el de fomentar las fuerzas básicas y ser una cantera para el futbol local de hecho eso se logró ya que varios jugadores quetzaltecos militan en equipos de la Primera y Segunda y liga mayor.
Julio Pisquiy combinó su cargo dirigencial, jugando como portero de Rosario FC, recientemente este personaje fue premiado con el Chivo de Oro. Hizo los planos y dirigió a los albañiles, cuando construyó el Estadio Tecún Umán. 

## Jugadores

### Jugadores destacados
- Carlos Alberto Díaz
- Julián Chacón
- Israel Silva [5]
- Ramón Valencio